# 자매군
자매군(姉妹群, 영어: sister group)은 계통분류학의 계통수에서 다른 특정 단위의 가장 가까운 친척으로 구성된다. 자매 분류군(姉妹分類群, 영어: sister taxon), 아델포탁손(영어: adelphotaxon)이라고도 한다.

## 같이 보기
- 계통분류학
- 계통수
- 왕관군
- 분류군
- 바닥 계통군